# Departamento de Itapúa
Itapúa es uno de los diecisiete departamentos que, junto con Asunción, Distrito Capital, forman la República del Paraguay. Su capital es Encarnación. Está ubicado en la región sur de la región oriental del país, limitando al norte con Caazapá y Alto Paraná; al sureste con la Provincia de Misiones (Argentina) y al suroeste con la Provincia de Corrientes (Argentina), de las que está separado por el Río Paraná; y al oeste con Misiones. Con 436 966 habs. en 2022 es el tercer departamento más poblado —por detrás de Central y Alto Paraná—, y con 16 525 km² es el sexto más extenso por detrás de Boquerón, Alto Paraguay, Presidente Hayes, San Pedro y Concepción.
Económicamente, es considerado el tercer departamento más importante —por detrás de Central y Alto Paraná— y se le conoce como el granero de Paraguay.

## Toponimia
El nombre es guaraní y alude al sitio en donde se fundó Encarnación la capital departamental, ese sitio era conocido como itá (roca, piedra) y púa (punta), siendo entonces la traducción: punta de piedra.

## Historia
La ocupación de Itapúa comenzó en el siglo XVII con las Misiones jesuíticas guaraníes que fueron asentamientos permanentes de etnias guaraníes bajo la administración política y religiosa de los jesuitas. La Provincia jesuítica del Paraguay se organizó en 1607 y duró hasta 1768, año en que sus sacerdotes fueron expulsados.
Roque González de Santa Cruz junto a Diego de Boroa (quien fue enviado al Paraná junto con Juan Salas) fundó Nuestra Señora de la Encarnación de Itapúa (25 de marzo de 1615). Esta misión se encontraba en ese entonces a la margen izquierda del río Paraná en la actual ciudad de Posadas, Argentina, fundada el 22 de marzo de 1615, pero no permaneció mucho tiempo en aquel lugar a causa de la amenaza bandeirante, la peste, la indocilidad de los nativos; se trasladó a la margen derecha del río Paraná en la actual ciudad de Encarnación, Paraguay, durante tres días cruzando el caudaloso Río Paraná, hasta la Bahía san José, luego hasta la actual ubicación, del casco céntrico de la ciudad de Encarnación.
Después de la guerra de 1870 la reconstrucción nacional se basó esencialmente en un régimen de privatización de la propiedad de la tierra y en el fomento de la inmigración extranjera. Itapúa fue uno de los primeros departamentos en que se puso en práctica esta política. Desde fines del siglo XIX y principios del siglo XX, las colonias de inmigrantes de origen europeo, especialmente alemanes, eslavos y ucranianos, y más tarde también japoneses, desarrollaron en este departamento la agricultura mediante el cultivo de arroz, tung, soja, trigo y algodón, implantando prácticas agrícolas muy adelantadas.
Villa Encarnación se convirtió en departamento en 1906, con la primera Ley de División Territorial de la República, habiéndose disgregado del Departamento de Misiones. Recién en 1945 recibió el nombre Itapúa, estableciéndose a Encarnación como capital. Obtuvo sus actuales límites en 1973 por el Decreto Ley N.º 426.
Tuvo un gran crecimiento económico en los primeros 30 años por la venida de inmigrantes y el Ferrocarril Carlos Antonio López, crecimiento que vino acompañada con varios altibajos (El ciclón de Encarnación, Guerra del Chaco, el crack del 29, entre otros).
Después vino una época de decadencia hasta los años 50 cuando el Carnaval encarnaceno se vuelve más conocido atrayendo turistas de varias regiones. En los años 80 se vuelve más industrial pero de forma modesta si se lo compara con el Departamento Central o Alto Paraná. En 1989 Yacyretá comienza los trabajos de reposicionamiento de las personas que viven en el lugar del embalse de Yacyretá y en 1991 se inaugura el Puente Internacional San Roque González de Santa Cruz, importante paso fronterizo entre la capital departamental (Encarnación) y la capital provincial de Misiones (Posadas).

## Demografía
La población de este departamento es mayoritariamente rural, y con una ligera predominancia de hombres. Según los grupos de edad, el infantil presenta la mayor proporción, concentrando a casi el 40 %. Respecto a documentación, más del 90 % de los habitantes registraron sus nacimientos, y los que cuentan con Cédula de Identidad solo llegan a poco más del 60 %.
Itapúa es uno de los departamentos del Paraguay que más inmigrantes recibió a lo largo de la historia. Su población es mayoritariamente el resultado de diversas corrientes migratorias ocurridas principalmente durante el siglo XX, provenientes de Europa, Asia y de países vecinos.
| Gráfica de evolución demográfica de Itapúa entre 1950 y 2022 |
|                                                              |

Gran parte de la región de Itapúa fue colonizada por inmigrantes de variados orígenes, entre ellos se destacan los italianos, alemanes, rusos, brasileños, ucranianos, franceses, japoneses, polacos y en los últimos tiempos se puede ver una gran cantidad de sirios y libaneses. Esta diversidad cultural le dio el nombre de "Crisol de razas", haciendo de este departamento el más cosmopolita del Paraguay.
En sus inicios el primer rubro de la economía de los inmigrantes era la explotación de los recursos naturales de la zona, en especial la madera en la zona del Alto Paraná y el cerro San Rafael, actualmente declarado parque nacional, pero ahora mantienen varias prósperas industrias.
Se dedicaban también a la agricultura (soja, maíz, tung, trigo, etc.) y la ganadería.
En Itapúa hallamos varios conurbanos o pequeñas áreas metropolitanas, como el de Encarnación-Cambyretá, con una población de alrededor 200 000 habitantes, o las Colonias Unidas (Hohenau-Bella Vista-Obligado) una población de casi 50 000 habitantes.

## División administrativa
El departamento está dividido en 30 municipios, siendo así el departamento con mayor cantidad de municipios del país.

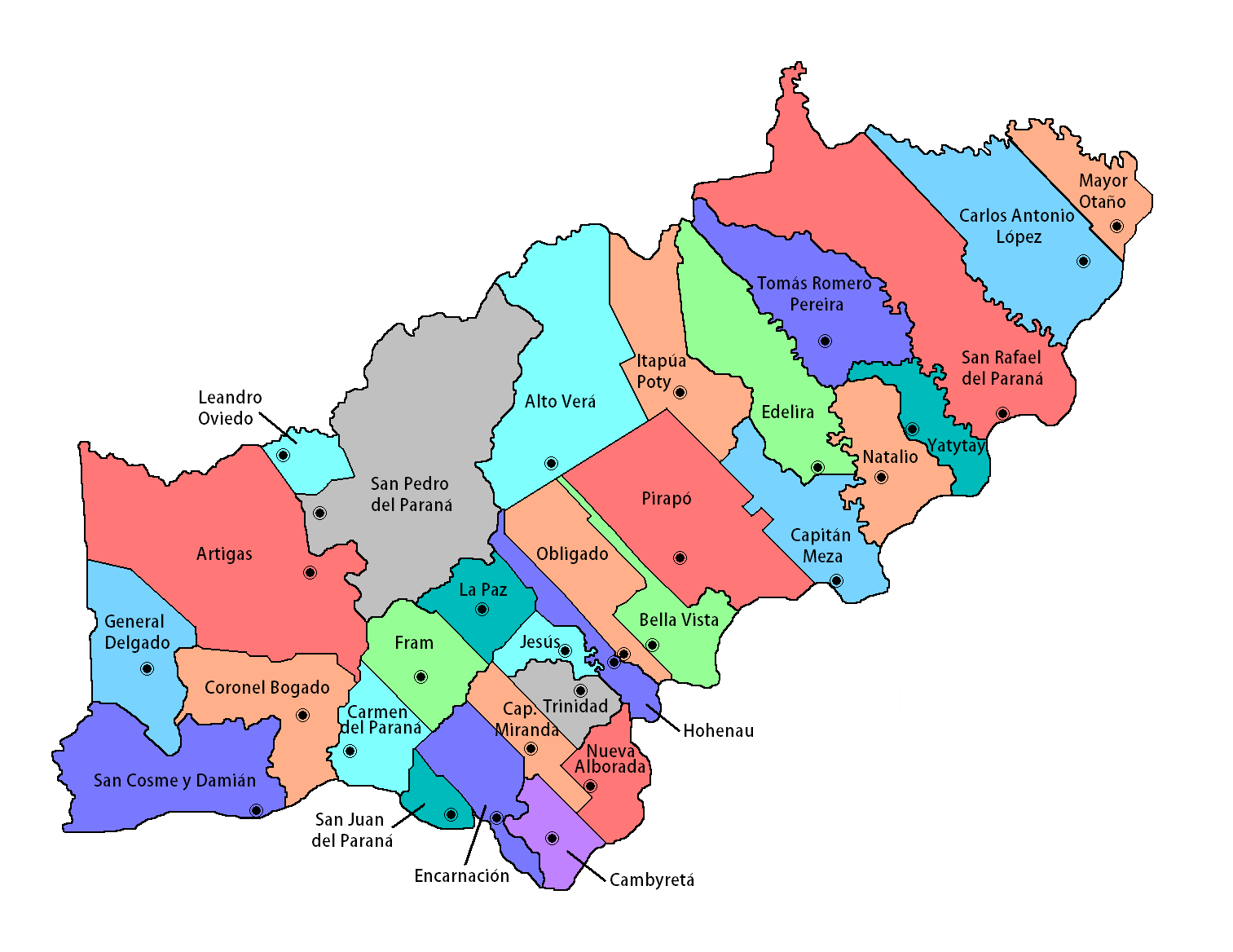
Mapa de la división municipal de Itapúa.

## Geografía

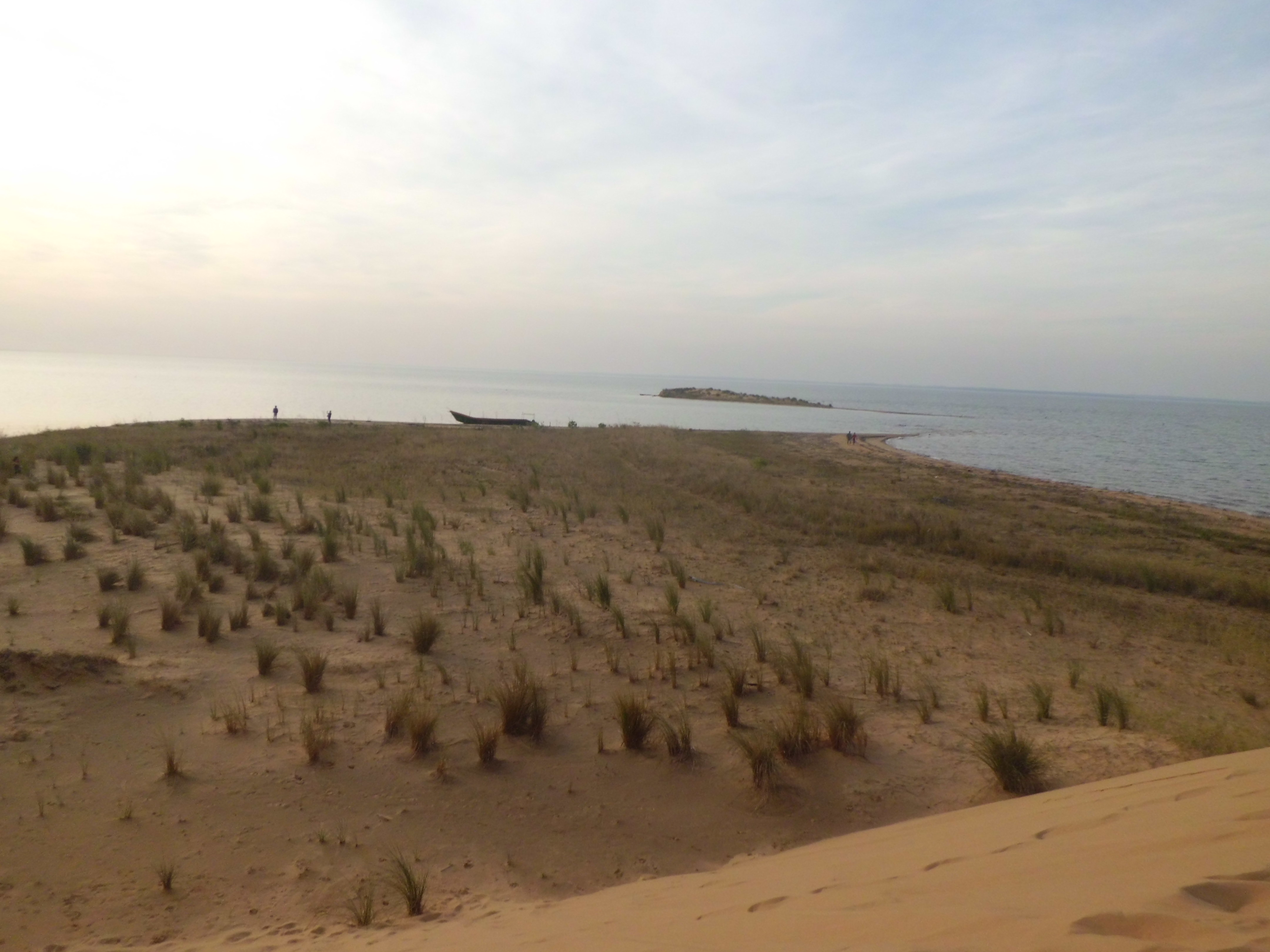
Dunas de San Cosme y Damián.

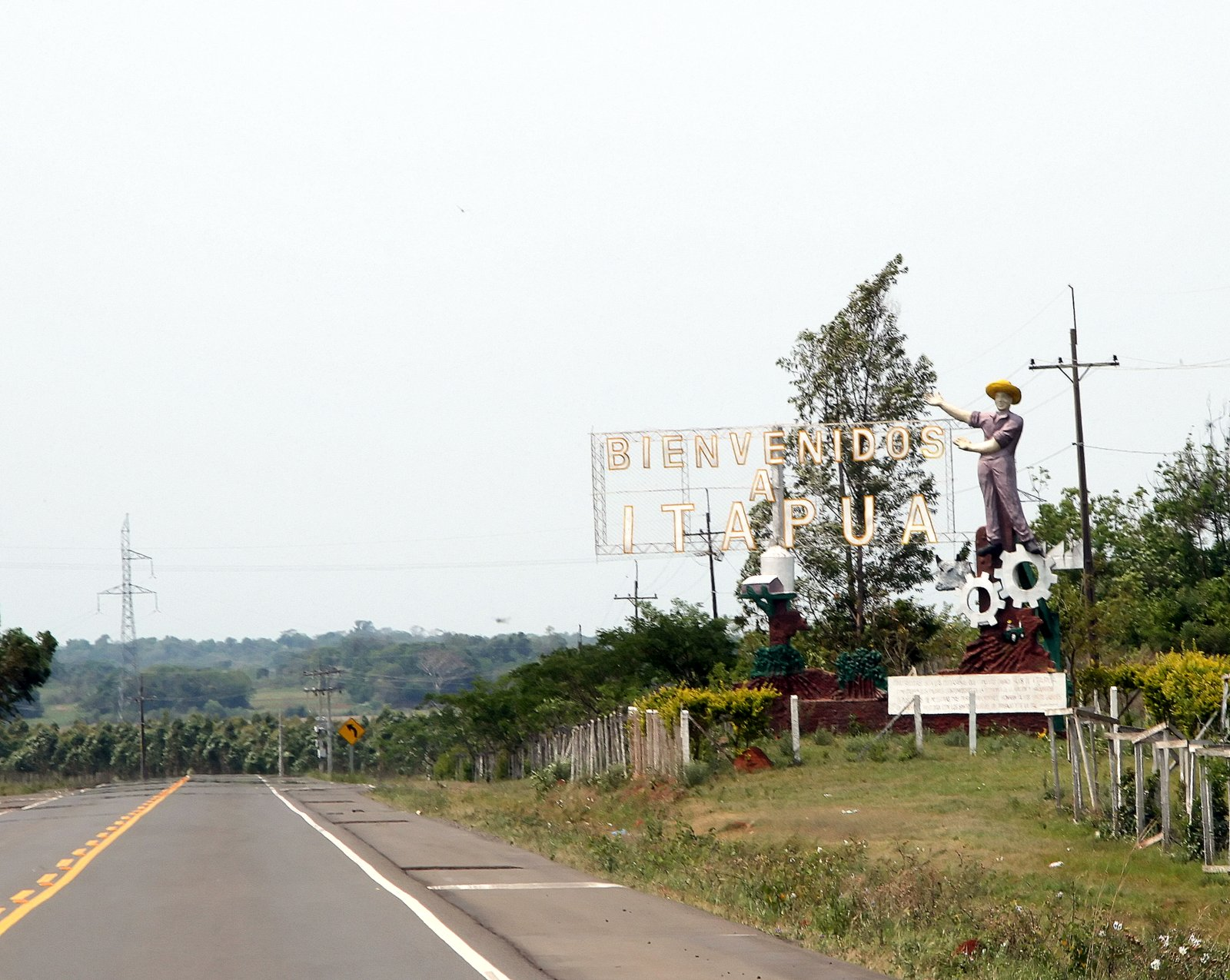
Entrada a Itapúa.

Itapúa es una zona con un gran declive que empieza en la ribera del río Paraná a unos 80 metros sobre el nivel del mar (m s. n. m.), que va ascendiendo hacia el norte y el noreste, para terminar en el Cerro San Rafael, a unos 400 m s. n. m.
Por sus características orográficas y tipo de suelo, se lo puede dividir en tres zonas bien diferenciadas:
- Zona Sur-Oeste: San Juan del Paraná, Carmen del Paraná, Coronel Bogado, General Delgado, San Cosme y Damián, Fram, General Artigas, San Pedro del Paraná y José Leandro Oviedo.

- Zona Centro: que abarca los municipios de Encarnación, Capitán Miranda, Cambyretá, Nueva Alborada, Trinidad, Jesús, Hohenau, Obligado, Bella Vista y La Paz.

- Zona Nor-este: Capitán Meza, Pirapó, Natalio, Edelira, Yatytay, Tomás Romero Pereira, San Rafael del Paraná, Kressburgo, Carlos Antonio López, Mayor Otaño, Alto Verá, Itapúa Poty.

El relieve está condicionado en su sector septentrional por el Cerro San Rafael; el resto son tierras que declinan hacia la ribera derecha del Paraná, río que domina la red hidrográfica, junto con sus afluentes Yacuy Guazú, Tembey y distintos arroyos

### Límites
Itapúa está localizado en la zona sur de la Región Oriental del país y tiene los siguientes límites:
- Al Norte: con los departamentos de Caazapá y Alto Paraná.
- Al Sur: con la República Argentina (Provincia de Misiones y Provincia de Corrientes). El Río Paraná los separa.
- Al Este: con la República Argentina (Provincia de Misiones). El Río Paraná los separa.
- Al Oeste: con el Departamento de Misiones.

### Hidrografía
El principal curso hídrico es el río Paraná, que riega toda la costa sur y sureste de Itapúa, y que lo separa de la Argentina. Otros ríos son el Tebicuary, que lo separa del departamento de Caazapá por el norte, y otros cursos son el arroyo Tembey, donde están ubicados los famosos saltos del Tembey, el Yacuy y el Tacuary, y el Quiteria, que desembocan en el río Paraná.

### Clima
El departamento presenta un clima subtropical húmedo, con veranos calurosos y húmedos, e inviernos moderadamente frescos. Es la zona más "templada" del país, y por ende, la de menor temperatura media anual del país.
Las temperaturas medias en el verano están en el orden de los 26 °C, mientras que en el invierno rondan los 15 °C, presentándose heladas varios días al año.
Las precipitaciones se distribuyen regularmente cada mes, llegando a casi 2000 mm anuales; por lo tanto, se puede decir que no hay estacionalidad de lluvias en el departamento (zona sin estación seca).

### Flora y fauna
La vegetación dominante en los terrenos bajos es herbácea (guajo, carrizal, pirí, totora, camalote), con bosques de palmeras (yatay o jata'i) y árboles de copa ancha y frondosa como el arasapé). De la fauna destacan las aves acuáticas (diversas especies de patos, teru teru, chajá etc.), reptiles (yacarés) y diversos mamíferos guazú pucú, carpincho, coatís, nutrias verdaderas (nutria gigante) y pseudonutrias como la quiyá; algunas especies han sido casi totalmente extinguidas a lo largo del siglo XX, entre estas, los yaguares (yaguaretés), pumas, ocelotes, yaguarundís, tapires o mbeorís, pecarís, tapetís, aguaraguazús, monos carayá y caí o tití etc.. La reserva más importante del departamento es la Reserva de recursos manejados San Rafael. En Encarnación existe un zoológico (Zoo Juan XXIII) donde podemos apreciar muchas de estas especies en peligro de extinción.

## Economía
La capital del departamento vive casi exclusivamente del comercio, especialmente del turismo de compras que realizan los argentinos que visitan la ciudad diariamente. En la capital y en ciudades como Fram o las Colonias Unidas (Bella Vista-Hohenau-Obligado) mantienen una fuerte agroindustrialización, también cuenta con factorías del ramo textil y aserraderos. Igualmente próspero es su comercio internacional gracias a la puesta en marcha de la presa Yacyretá-Apipé y al impulso regional dado por el Mercosur.
Se resalta que el departamento figura como uno de los que mayor rendimiento obtiene (KG/HA) en el cultivo de stevia en Paraguay.

## Infraestructura

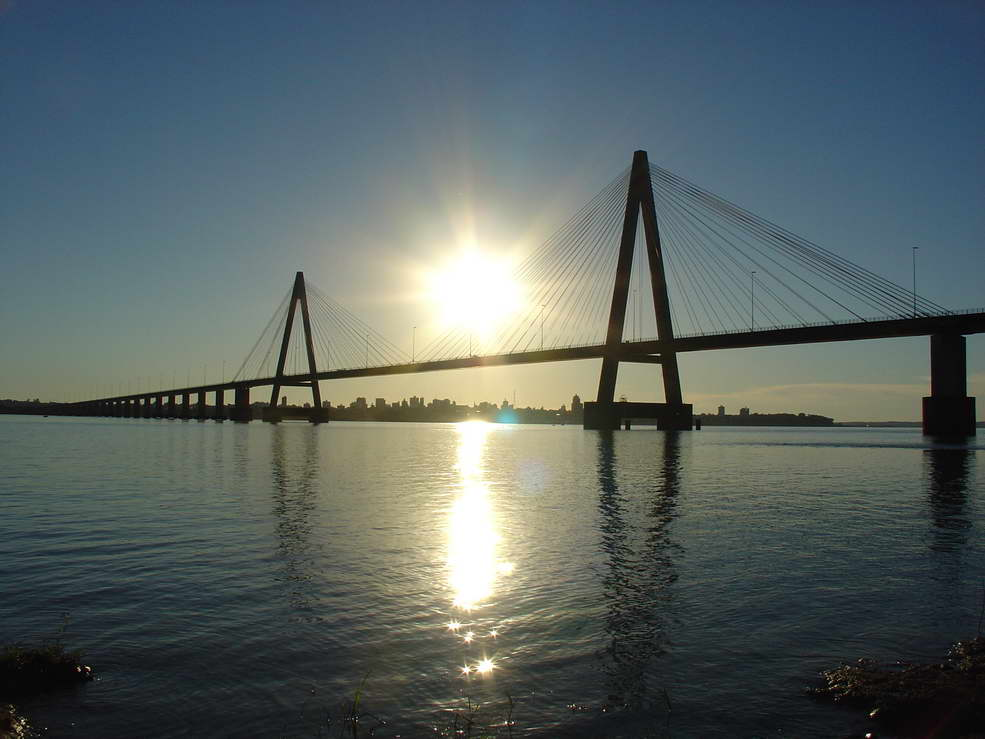
El conocido puente internacional, que une a Encarnación con Posadas, Argentina.

Es destacable la presencia del Aeropuerto Teniente Amín Ayub González, el tercer aeropuerto más importante del país, ubicado en el límite entre el distrito de Capitán Miranda con Encarnación, a unos 12 km del centro de Encarnación. Así mismo, el Puente Internacional San Roque González de Santa Cruz que conecta a la capital departamental con la capital provincial argentina (Posadas, capital de la Provincia de Misiones). 
Se puede acceder al Departamento de Itapúa por vía terrestre a través de las siguientes rutas:

### Rutas Nacionales
- La Ruta PY01 "Mcal. Francisco S. López", que une a Encarnación con Asunción (382 km).
- La Ruta PY06 "Dr. Juan León Mallorquín", que une a Encarnación con Minga Guazú (desvío a Ciudad del Este) (248 km).
- La Ruta PY07, que une a Capitán Meza (cruce Ruta PY06) con Pindoty Porá, en el Departamento de Canindeyú (417 km) (en obras).
- La Ruta PY08 "Dr. Blas Garay" , que empieza desde Coronel Bogado, uniéndola con Caazapá, Villarrica, Coronel Oviedo,San Estanislao, hasta llegar a Bella Vista Norte, en el Departamento Amambay (frontera con Brasil) (588 km).
- La Ruta PY18, que une Mayor Otaño con Villeta, en el Departamento Central (358 km) (en obras).

### Rutas Departamentales
| D021 | Itapúa - Caazapá  | Pto. Triunfo (Ribera Del Río Paraná) - Intersección PY10 (Tuparenda)               |
| D022 | Itapúa - Misiones | Cnel. Bogado (PY01) - Ayolas                                                       |
| D047 | Itapúa            | Carmen Del Paraná (Intersección PY01) - Intersección PY 06 (Distr. Pirapo)         |
| D048 | Itapúa            | Trinidad (Intersección PY06) - San Pedro Del Paraná (Intersección PY08)            |
| D049 | Itapúa            | Pto. Hohenau (Ribera Del Rio Parana) - San Pedro Del Parana (Intersección PY08 )   |
| D050 | Itapúa            | Pto. Capitán Meza (Ribera Del Río Paraná) - Intersección D047 (Distr. Alto Vera)   |
| D051 | Itapúa            | Pto. Edelira (Ribera Del Río Paraná) - Intersección PY06 (Edelira 28)              |
| D052 | Itapúa            | Pto. San Rafael Del Paraná (Ribera Del Río Paraná) - Intersección PY18 (Naranjito) |
| D053 | Itapúa            | Intersección PY07 (Distr. Carlos A. Lopez) - Kresburgo (Intersección PY18)         |
| D054 | Itapúa            | Nueva Alborada (Intersección PY06) - General Artigas (Intersección PY08)           |
| D055 | Itapúa            | Distr. Alto Vera Intersección D050 - Límite Dptal. Caazapá Distr. S.J. Nepomuceno  |

### Rutas vecinales importantes
- La Ruta vecinal 14, que une Encarnación  con Cambyretá y Nueva Alborada (30 km).
- La Ruta Graneros del Sur, que une Carmen del Paraná (Ruta 1) con Capitán Miranda (Ruta 6) (30 km).

## Medios de comunicación
El departamento tiene más de cinco canales de televisión (la más importante y la que alcanza a toda la región, Canal 4 y Canal 7) y más de 10 radioemisoras que también alcanzan a toda la región. También con semanarios, periódicos, revistas agrícolas, de moda de sus respectivas ciudades. También posee su propio proveedor de internet: Itacom.

## Cultura
La capital Encarnación es conocida por sus fiestas de carnaval que se llevan a cabo cada año en el mes de febrero, lo cual esto en verano atrae a miles de personas de todo el país y en los últimos años también a extranjeros que visitan la capital del séptimo departamento del país.